# Parti András
Parti András (Budapest, 1982. szeptember 18. –) magyar mountain bike versenyző, négyszeres olimpikon.
1997-ben indult az első versenyén. 2000-től a Trek Józsefhegyi SE versenyzője lett. Az U23-as korosztályban éveken át az egyik legjobb hazai versenyző volt. A 2003-as luganói vb-n az U23-asok között 47. volt. 2004-ben figyelembe vették az olimpiai keretben, de nem került ki az ötkarikás játékokra. Az U23-as vb-n 44. volt. 2005-ben a felnőttek között 39. helyezett volt az Európa-bajnokságon. A következő évben 49.-ként ért célba. 2007 decemberében a legjobb hazai mountainbike versenyzőnek választották. 2008 januárjában a Magyar Kerékpáros Szövetség Partit nevezte az olimpiára. Az olimpián 23. helyezésével az elvárásoknál jobban szerepelt. Ezután a német SRM Stevens csapathoz szerződött.
2009-ben 54. volt az Eb-n, 48. a maraton vb-n. 2010 novemberében a magyar Euro One csapat versenyzője lett. 2011-ben a krossz Európa-bajnokságon 24., a világbajnokságon 53. lett. 2012 áprilisában a szövetség ismét őt jelölte az olimpiai csapatba. A 2012-es londoni olimpián a pálya egy sziklás szakaszán nagyot bukott, kórházba kellett szállítani, így a versenyt feladni kényszerült.
2013-ban 29. volt a világbajnokságon. 2014-ben 18. volt az Európa-bajnokságon. A világbajnokságon 41. lett. A következő évben az Európa-bajnokságon 36. helyen végzett, a világbajnokságon nem ért célba.
A 2016-os riói olimpián a 24. helyen végzett.
A 2017-es világbajnokságon 53. lett. A 2018-as Európa-bajnokságon negyvenedik, a világbajnokságon 38. volt. A 2019-es Európa-bajnokságon a 29. helyen ért a célba. A vb-n csapatban (Fetter Erik, Benkó Barbara, Baranyi Dávid Áron, Vas Kata Blanka) 14., egyéniben 71. volt. A 2021 nyarán megrendezett tokiói olimpián a terepversenyben a 32. helyen végzett.

## Sikerei, díjai
- az év magyar mountain bike versenyzője (2007, 2008, 2011, 2012, 2013, 2014, 2016, 2017)
- Junior magyar bajnokság – olimpiai krossz
  - 2.: 2000
- U23-as magyar bajnokság – olimpiai krossz
  - bajnok (3): 2002, 2003, 2004
- Magyar bajnokság – hegyi-kerékpározás
  - olimpiai krossz
    - bajnok: 2006, 2007, 2008, 2010, 2011, 2012, 2013, 2014, 2015
    - 3.: 2009

  - maraton
    - bajnok: 2008, 2010
    - 3.: 2006, 2007

  - 70 km
    - bajnok: 2017